# Associação Brasileira de Skate Feminino
Associação Brasileira de Skate Feminino - ABSFE é uma entidade de skatistas brasileiras que visa a evolução do skate feminino no Brasil.

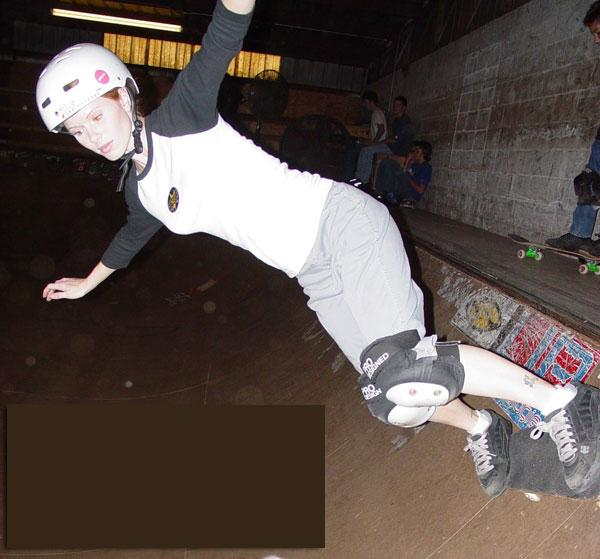
Heather Christensen em Tampa, Florida

Foi fundada em São Paulo no ano de 2000 pelas skatistas Patricia Rezende, Tat Marques, Marta Linaldi, Patiane Freitas, Karen Jones, Monica Messias e Marcia.
Hoje a ABSFE filiada a Confederação Brasileira de Skate, CBSk.
Sua 1ª Etapa e Circuito ABSFE ocorreu em 2005, o circuito foi oficializado pela CBSk, nesta etapa Mônica Messias fica em 1° lugar e Marta Linaldi em 8° lugar no resultado Feminino 1 (Amador). 
Hoje é formada por skatistas femininas do Brasil, são elas Tat Marques, Ana Paula Araujo, Reanata de Cassia, Renata Cristina.
A ABSFE conseguiu dividir a categoria em feminino 1 e femino 2, o que antes não existia e implantar eventos diferenciados para a categoria feminino.

## Objetivo
A ABSFE tem como objetivo:
- Unir as atletas e desenvolve-las
- Regras para julgamento fem.,premiação,categoria
- Fiscalizar os campeonatos para que estejam dentro das normas, verficar se os mesmos trazem benefícios
- Criar vínculos a outros estados brasileiros para que o desenvolvimento seja igual a nível nacional e trazer propostas e exemplos de resultados bons internacionais para o Brasil.